# Хетаг (имя)
Хетаг (осет. Хетæг, кабар.-черк. Хьэтыкъуэ) — достаточно популярное имя в Осетии. Хотя этим именем называют мужчин, исходя из бытующей легенды о чудесном спасении Хетага, героя одноимённой поэмы Коста Хетагурова (по осетинским преданиям Хетаг являлся сыном кабардинского князя Инала), от которого в свою очередь происходит фамилия Хетагуровы. Одним из известных представителей которых является осетинский поэт и общественный деятель, от преследовавших его врагов, о происхождении самого этого имени в предании нет никаких объяснений.

## Этимология
На сегодняшний день существует одна-единственная версия о происхождении этого имени в связи с его этнической принадлежностью.
Имя Хетаг (Хет-аг), согласно правилу осетинского языка, где «аг» — это суффикс этнонимов (например, пара слов «Русь — русский» в осетинском пишется как «Уырыс — уырысс-аг»), согласуется с версией о принадлежности к гетам (дакам), соседствовавшим с сарматами и скифами.
По версии Ф. М. Таказова, дигорского (западноосетинского) происхождения из хе "себя" и æттæг "отдающий", буквально осет. хе æттæг "себя отдающий, себя отдавший".